# ميرمقيمي تشيتاب (كبغيان)
ميرمقيمي تشيتاب (بالفارسية: میرمقیمی چیتاب) هي قرية تقع في إيران في قسم كبغيان الريفي.